# 托克满苏达坂
托克满苏达坂，又称为 托克满苏山口 是兴都库什山脉—帕米尔高原中的封闭山口 ，位于阿富汗和中国在瓦罕走廊的边界。 它位于小帕米尔东端的托克满苏河谷
和中国新疆卡拉其古河谷之间。历史上，它是中国与瓦罕之间的三条路线之一。在中国一侧，下方山谷中设有同名的边防连哨所。

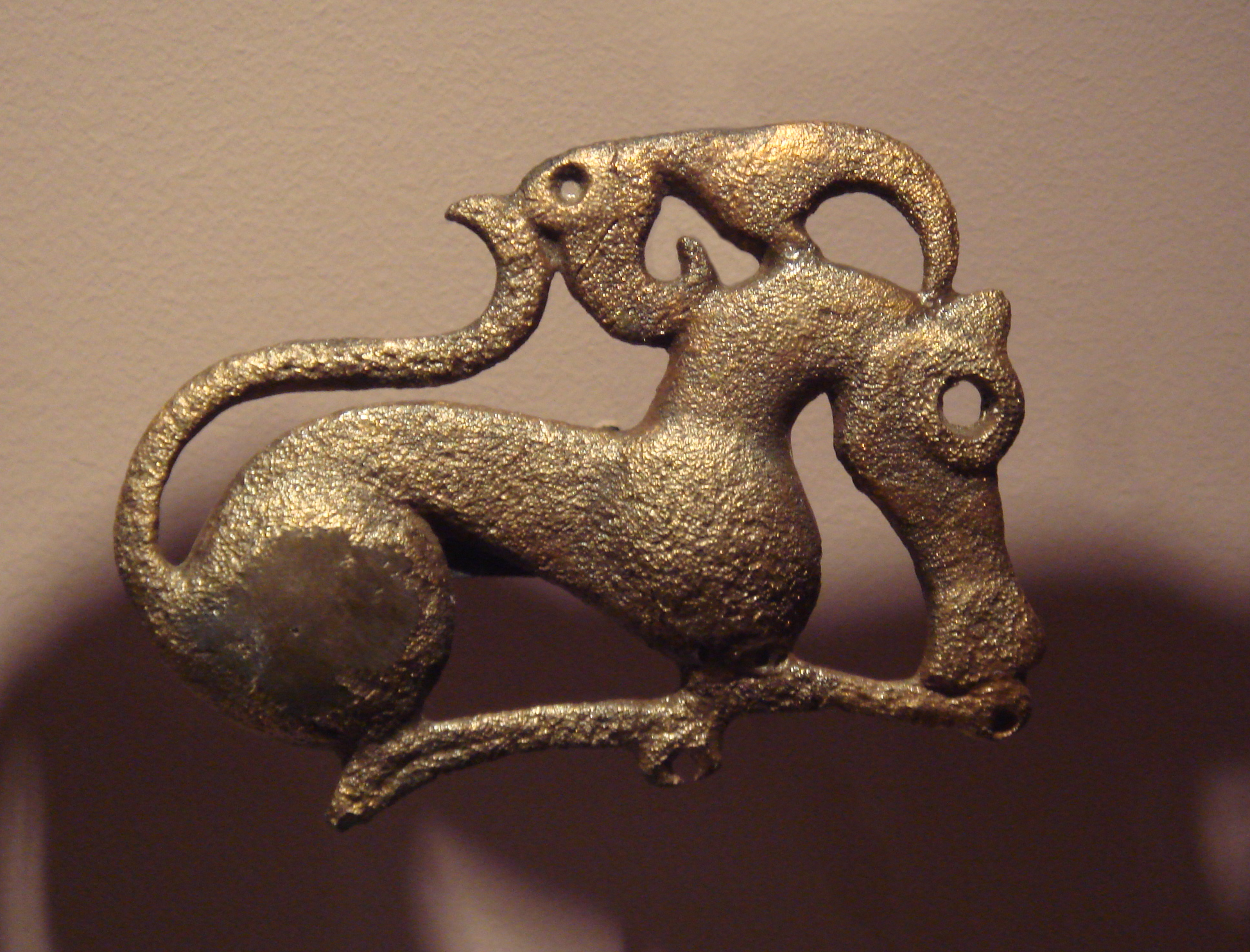
非写实的马和鸟：来自于公元前 4 世纪塔吉克斯坦东帕米尔托克满苏一世墓。
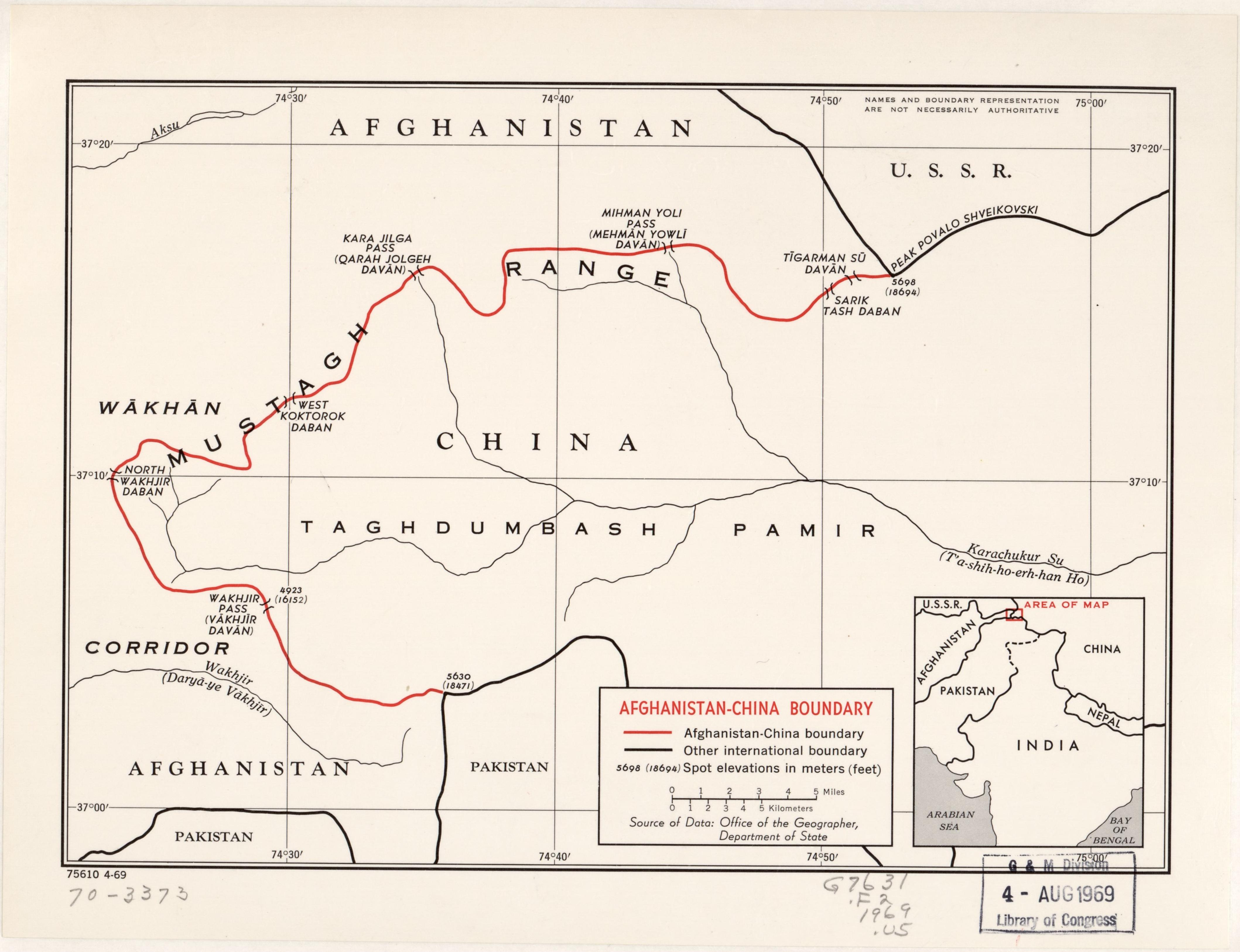
托克满苏达板位置圖，被標示成 TĪGARMAN SŪ DAVĀN(1969)[a]

## 注记
1. ↑  来自于地圖: "名稱和邊界表示不一定具有官方性"